# 14 regioni di Costantinopoli

Mappa delle regiones di Costantinopoli bizantina.

L'antica città di Costantinopoli era divisa in 14 regioni amministrative (in latino regiones). Il sistema delle quattordici regiones era modellato sulle quattordici regiones di Roma, una suddivisione introdotta dal primo imperatore romano, Augusto, nel I secolo d.C..
Dopo che l'imperatore Costantino il Grande ebbe rifondata Bisanzio come Costantinopoli e Nova Roma ("Nuova Roma") all'inizio del IV secolo, lui o i suoi immediati successori divisero la città in 14 regiones. Ogni regione (regio) era numerata e i suoi confini e punti di riferimento nel V secolo erano enumerati dalla Notitia Urbis Constantinopolitanae, che fornisce anche i dettagli della Cura annonae della città, cioè la razione di grano pubblico che veniva distribuita ad ogni regio. Due regiones, la XIII e la XIV, si trovavano al di fuori delle mura originarie della città.

## Le 14 regioni

### Regio I
L'area della I regio era definita dal Gran Palazzo, che si trovava al suo interno, dal margine sud-orientale dell'Ippodromo, dall'acropoli bizantina e dal mare (la Propontide). Qui, oltre al Gran Palazzo, si trovavano alcuni edifici palaziali nominati dalla Notitia Urbis Constantinopolitanae: il Palazzo di Placidia, (in latino Palatium Placidianum) legato a una figlia di Valentiniano I, e una casa di Galla Placidia (in latino Domus Placidiae Augustae), associata all'augusta Galla Placidia, figlia di Teodosio I e consorte di Ataulfo prima e di Costanzo III poi. Una casa della Nobilissima Marina (in latino Domus nobilissimae Marinae) prendeva probabilmente il nome da Marina, figlia del fratello di Galla Placidia, Arcadio augusto, il quale a sua volta diede il nome alle Terme di Arcadio (in latino Thermae Arcadianae) descritte da Procopio.

### Regio II
Nella II regio si trovavano Hagia Sophia e Hagia Irene, che la Notitia chiama rispettivamente la Magna Ecclesia e l'Ecclesia Antiqua, un tribunale e le enormi Terme di Zeuxippus. Queste terme si trovavano sul lato meridionale della piazza dell'Augustaion e si estendevano fino al margine settentrionale dell'Ippodromo e del Gran Palazzo. Sul margine orientale dell'Augustaion, accanto a Santa Sofia, si trovava la sede del Senato bizantino (diversa da quella situata nel Foro di Costantino), menzionata nel Chronicon Paschale e da Procopio, che la chiamava bouleuterion (in greco antico: βουλευτήριον?). Sebbene la II regio comprendesse edifici su tre dei quattro lati dell'Augustaion, la piazza stessa era annoverata nella IV regio. A est dell'Augustaion e a valle di Santa Sofia e Santa Irene si trovava il teatro classico (in latino Theatrum Minus, cioè "teatro minore"). Vicino all'antica acropoli bizantina si trovava l'anfiteatro (in latino Theatrum Maius, cioè "teatro maggiore"), noto anche come "teatro di lusso". Esso era conosciuto anche come Cynegion (in greco antico: Κυνήγιον?) e si trovava probabilmente a est dell'acropoli, vicino all'odierno sito delle cucine del Palazzo di Topkapı. Sia il teatro che l'anfiteatro erano preesistenti alla rifondazione della città da parte di Costantino.

### Regio III
La III regio era in gran parte occupata dal grande circo, chiamato Ippodromo, che era l'equivalente costantinopolitano del Circo Massimo di Roma. Il suo limite meridionale era il porto che Zosimo chiamava "porto di Giuliano", altrimenti noto come Kontoskalion. Il suo limite settentrionale era segnato dal primo tratto del Mese odos - la principale arteria cittadina che correva in direzione est-ovest - dalla sua origine al Milion al Foro di Costantino. Sembra che comprendesse una tribuna sul margine meridionale del foro, che a sua volta si trovava all'incrocio delle regiones VI, VII e VIII. C'era anche l'area colonnata semicircolare nota come Sigma, che Zosimo attribuisce a Giuliano. La cisterna di Philoxenos si trovava lì, così come la più tarda chiesa giustinianea dei Santi Sergio e Bacco e una residenza intitolata all'augusta Pulcheria (in latino Domus Pulcheriae Augustae).

### Regio IV
La IV regio era il sito del Milion (in greco Μίλλιον?), il punto terminale del Mese odos e, in imitazione del Miliario aureo ("Pietra miliare d'oro") di Roma, la pietra miliare su cui venivano misurate tutte le distanze stradali nell'impero. Il Milion era un arco quadrifronte. La IV regio si estendeva dall'Augustaion, che comprendeva, lungo la valle verso nord fino al Corno d'Oro. Sul margine ovest-nord-occidentale dell'Augustaion si trovava un grande complesso basilicale, forse di epoca severiana, sotto il quale si trovava un'enorme struttura giustinianea per la conservazione dell'acqua che ancora sopravvive: la Cisterna Basilica. La disposizione ricorda quella della basilica, del foro, del tetrapylon e dei colonnati di Leptis Magna, il che suggerisce che l'orientamento e l'aspetto di base di questa parte della città erano stati determinati prima di Costantino dalle opere edilizie degli imperatori della dinastia dei Severi. Vicino alla sede del senato dell'Augustaion si trovava una galea di marmo scolpita, un monumento alla vittoria che commemorava una battaglia navale. A nord dell'acropoli, vicino al porto Prosphorion, nella V regio, si trovava lo stadio, anch'esso probabilmente un edificio precostantiniano e non più utilizzato per lo sport quando Procopio vi alludeva nel VI secolo; Giustiniano fece costruire alcune case per ospiti nelle sue vicinanze. La Notitia menziona anche una chiesa o un martyrium dedicato a San Menas e la Scala Timasii, un molo che sembra prendere il nome dal generale del IV secolo Timasius, vincitore della battaglia del Frigido.

### Regio V
La V regio era un distretto commerciale delimitato dal Corno d'Oro a nord e dal Mese odos a sud. La Notitia ne parla all'inizio del V secolo: In questa regio si trovavano gli edifici che rifornivano la città delle sue necessità". Il porto Prosphorion (in latino Portus Prosphorianus) - il "porto delle importazioni" - era situato lì. C'erano quattro horrea (magazzini pubblici annonari): i magazzini dell'olio d'oliva (horrea olearia), gli Horrea Troadensia, "magazzini troadensi", gli Horrea Valentiaca, "magazzini di Valente", e gli Horrea Constantiaca, "magazzini di Costanzo". Inoltre, vi si trovavano il Prytaneum e lo Strategium, che probabilmente erano il cuore civico dell'antica Bisanzio. Lo strategion era probabilmente l'agorà della città classica, che probabilmente prendeva il nome dalla sede ufficiale degli strategoi. Nella città di Costantino, lo Strategium era un'area di grandi dimensioni; Teodosio I riuscì a costruire un complesso di fori con un "obelisco tebano" (in latino obeliscus Thebaeus quadrus) al suo interno e a lasciare un terreno libero dove si continuava a tenere un mercato; questo divenne noto come Strategion Minore. Nelle vicinanze si trovavano la Cisterna di Teodosio e due terme che portavano il nome di membri della dinastia teodosiana: le Terme di Onorio e le Terme di Eudocia. Le Terme di Eudocia nella Notitia potrebbero corrispondere alle Terme di Achille, ribattezzate così dopo il matrimonio di Eudocia con Teodosio II nel 421. Nella V regio si trovava anche il punto terminale della Via Egnatia, poiché qui si trovava il molo di Calcedonia, dal quale i traghetti trasportavano merci e persone verso Calcedonia per poi proseguire via terra per Nicomedia e le province asiatiche.

### Regio VI
Sulla costa della VI regio si trovavano due strutture marittime sul Corno d'Oro, accanto al porto Prosphorion della V regio. Si trattava del portus - il porto militare - e dell'arsenale navale, il Porto di Neorion, dove si trova l'odierna Bahçekapı. Sia il portus che il Neorion si trovavano all'interno delle mura della città precostantiniana, dal momento che Cassio Dione li cita nel suo resoconto dell'assedio di Bisanzio da parte di Settimio Severo avvenuto nel III secolo. Un'altra banchina, la Scala Sycena, serviva per i traghetti che attraversavano il Corno d'Oro fino a Sykae (poi Galata) nella XIII regio. A sud della VI regio il confine era segnato dal corso del Mese odos fino al Foro rotondo di Costantino, gran parte del quale era considerato all'interno della VI regio, compresa la sede costantiniana del Senato bizantino sull'asse settentrionale del foro e la Colonna di Costantino al centro di esso.

### Regio VII
La VII regio era probabilmente divisa dalla VI dal tracciato delle antiche mura di Bisanzio; la VI era all'interno dell'antico circuito, mentre la VII ne era fuori, anche se le stesse mura, ormai obsolete, erano probabilmente già scomparse prima del V secolo. La VII regio era delimitata a nord dal Corno d'Oro e a sud dal Mese odos, che andava dal Foro di Costantino al Foro di Teodosio, compresa la perduta Colonna monumentale di Teodosio, alta circa 50 metri. Con i suoi rilievi a spirale e la sua scala a chiocciola (menzionata dalla Notitia), come la Colonna di Traiano, era molto probabilmente la colonna romana più alta in assoluto. La regio conteneva una serie di strade porticate perpendicolari al Mese odos che si dirigevano da nord a sud verso il Corno d'Oro. La VII regio aveva tre chiese nominate dalla Notitia: le chiese di Irene, Anastasia e San Paolo di Costantinopoli. La fonte nomina anche un "Bagno di Carosa" (in latino Thermae Carosianae), dal nome di una figlia di Valente.

### Regio VIII
L'VIII regio era tra le regiones più piccole e una delle sole due senza sbocco sul mare (insieme all'XI regio). Era una regio lunga e stretta, opposta alla VII, e seguiva il lato meridionale del Mese odos che correva tra il Foro di Costantino e il Foro di Teodosio, estendendosi leggermente verso sud. La Basilica di Teodosio nel Foro si trovava all'interno dell'VIII regio; secondo Giorgio Cedreno si estendeva trasversalmente lungo il margine meridionale del Foro, coprendo una campata di 240 piedi romani. La Notitia omette la menzione dell'Arco di Teodosio in questo foro, ma esso si trovava all'angolo sud-occidentale e il Mese odos doveva passare sotto di esso. La regio comprendeva il Capitolium di Costantinopoli.

### Regio IX
Come le regiones sulle rive del Corno d'Oro, la IX regio era un quartiere commerciale al margine meridionale della penisola bizantina, con due horrea menzionati dalla Notitia. Uno, l'Horreum Alexandrinum, riceveva probabilmente le importazioni da Alessandria, da cui proveniva gran parte dell'approvvigionamento di grano; l'altro, sul lato più occidentale della regio, era intitolato all'augusto Teodosio. Questo Horreum Theodosianum era collegato al nuovo grande porto di Teodosio nella vicina XI regio. Due chiese erano elencate in questa regio dalla Notitia, una chiesa di Homonoia e una di Caenopolis (in greco antico: Καινόπολις?, "città nuova"), che forse segnava il sito di un insediamento extramurale pre-costantiniano di Bisanzio. Caenopolis si trovava vicino al Foro di Teodosio; si dice che le tegole della Basilica di Caenopolis siano volate a Caenopolis durante una tempesta registrata dal Chronicon paschale. La Notitia menziona anche i Bagni di Anastasia (in latino Thermae Anastasianae) e la Domus nobilissimae Arcadiae ("Casa della nobilissima Arcadia").

### Regio X
La X regio era un'area approssimativamente quadrata a nord-ovest della città, accanto al Corno d'Oro, separata dalla IX regio da "un'ampia strada che è come un fiume che scorre tra loro" (in latino platea magna velut fluvio dividitur); questo probabilmente si riferiva al Mese odos, anche se è possibile che il testo della Notitia si riferisse originariamente al confine con l'VIII regio e si sia successivamente corrotto.
La X regio era il sito del Nympheum Maius, un ninfeo collegato alla fine dell'acquedotto di Valente. Le terme di Costantino (in latino Thermae Constantianae) nella X regio si trovavano qui, sul lato destro del ramo nord del Mese odos. Potrebbe trattarsi delle terme di cui Eusebio parla come costruite da Costantino I vicino alla sua tomba, ma è più probabile che la costruzione di queste terme sia stata iniziata da suo figlio Costanzo II; esse furono terminate solo molti anni dopo. Tre residenze imperiali erano qui nominate dalla Notitia: la Domus Augustae Placidiae, "Casa di Placidia augusta", la Domus Augustae Eudociae, "Casa di Eudocia augusta", e la Domus nobilissimae Arcadiae, "Casa della nobilissima Arcadia". Inoltre, c'era la chiesa o martyrium di Sant'Acacio (in latino Ecclesia sive martyrium sancti Acacii).

### Regio XI
L'XI regio - a sud-ovest della X regio e a nord della XII - era una delle regiones più grandi e una delle due sole senza sbocchi sul mare (insieme all'VIII regio). In particolare, era la regio della Chiesa dei Santi Apostoli, originariamente costruita come mausoleo di Costantino e denominata Martyrium Apostolorum, "Martirio degli Apostoli" nella Notitia. Si trovava sulla cima della IV collina di Costantinopoli, uno dei punti più alti all'interno delle mura costantiniane e a più di 60 metri sul livello del mare. Da qui si estendeva fino al ramo meridionale del Mese odos, dove ai tempi della Notitia si trovava il Toro di bronzo (in latino Bovem aereum), un sito in seguito noto come Βοῦς, Boûs, "Toro" o Forum Bovis, "Foro del Toro", anche se la Notitia non lo considerava un foro. La Notitia nomina inoltre due palazzi nella XI regio: le residenze di Elia Flaccilla (in latino Palatium Flaccillianum), prima moglie di Teodosio I, e dell'Augusta Pulcheria (in latino Domus Augustae Pulcheriae), co-imperatrice con il fratello Teodosio II. La regio conteneva anche due cisterne nominate dalla Notitia: la Cisterna di Modesto e la Cisterna di Arcadio.

### Regio XII
L'angolo sud-occidentale della città murata era occupato dalla XII regio, dove si trovava la Porta Aurea, che segnava l'ingresso alla città dalla vicina Rhegium lungo un percorso stabilito da Costantino. Dalla Porta Aurea il ramo meridionale del Mese odos conduceva al Foro di Teodosio, istituito da Teodosio I; la strada era probabilmente interamente fiancheggiata da portici a colonne (i porticus Troadenses, "portici della Troade") e il Chronicon paschale descrive addirittura le mura costantiniane come "mura della Troade". Tra la Porta Aurea e il Foro di Teodosio I si trovava il Foro di Arcadio, nel quale si ergeva la Colonna di Arcadio, ma poiché questo Foro fu completato sotto il regno del successore di Arcadio, Teodosio II, anch'esso era noto come Foro di Teodosio. Sulla costa della XII regio si trovava il Porto di Teodosio, in seguito denominato Porto di Eleuterio. Qui, protetta dalla sicurezza data dalla Porta d'Oro e dalle Mura, si trovava la zecca costantinopolitana istituita da Costantino I. La XII regio era divisa dalle altre regiones dal torrente Lico, l'unico corso d'acqua che scorreva nella città.

### Regio XIII
La XIII Regio si trovava al di fuori della città murata di Costantinopoli. Si trovava sulla sponda opposta del Corno d'Oro, a Sykae, in seguito chiamata Pera e Galata, e ora Beyoğlu. Traghetti regolari la collegavano alla metropoli, e l'insediamento era raggruppato attorno a un'unica strada principale sulla costa, al di sopra della quale si ergeva il terreno scosceso. Essa possedeva un teatro, probabilmente risalente al periodo in cui Sykae era una città indipendente posta al di fuori di Bisanzio. Vi si trovavano inoltre il Foro di Onorio e le Terme di Onorio (in latino Thermae Honorianae). Oltre a questi, la XIII regio era la sede dei cantieri navali (in latino navalia).
Sykae fu ribattezzata Justinianopolis (in greco medievale: Ἰουστινιανούπολι, in latino: Iustinianopolis) dall'imperatore Giustiniano I, che restaurò anche il suo antico teatro. Ciò suggerisce che mantenne un'esistenza quasi indipendente da Costantinopoli.

### Regio XIV
L'ubicazione della XIV regio è incerta. La Notitia Urbis Constantinopolitanae indica chiaramente che la regio si trovava al di fuori del circuito principale delle mura, che era contenuta all'interno di mura proprie a una certa distanza dalla penisola e che sembrava essere una città (in latino civitas) a sé stante. All'interno c'erano una chiesa, un palazzo e un campo sportivo (in latino lusorium), un teatro, un ninfeo, bagni pubblici (in latino thermae) e un "ponte su pile di legno" (in latino pontem sublicium sive ligneum).
Cyril Mango e John Matthews hanno concluso in studi del 2002 e del 2012 che la città di Regium (in greco antico:  Ῥήγιον?, Rhḗgion), a dodici miglia romane dalla cinta muraria principale di Costantinopoli (vicino all'odierna Küçükçekmece), era la XIV regio, con il ponte su pali di legno che attraversava la laguna costiera tra Regium e il centro della città. Matthews aveva pensato in precedenza che la XIV regio fosse a Balat, mentre Mango aveva sostenuto diverse altre interpretazioni. Mango aveva proposto Eyüp o Silahtarağa, dal momento che entrambi i luoghi avevano un ponte in passato, anche se il ponte di Silahtarağa era sul fiume Barbyses piuttosto che sul Corno d'Oro, e Mango ha confutato la vecchia ipotesi prevalente che la XIV regio si riferisse all'area delle Blachernae. Queste confinavano con la città, ed erano state in seguito incorporate all'interno delle mura, ma ciò non si adatta alla descrizione della Notitia, che descrive la regio come "separata da essa [la città] da una certa distanza" (in latino tamen quia spatio interiecto divisa est).

### Fonti primarie
Notitia Urbis Constantinopolitinae
- John Matthews, The Notitia Urbis Constantinopolitanae, in Grig e Kelly (a cura di), Two Romes: Rome and Constantinople in late Antiquity, Oxford University Press, 2012,  pp. 81-115, ISBN 978-0-19-973940-0, OCLC 796196995. (traduzione inglese.)
- Notitia Urbis Constantinopolitanae - Livius, su livius.org. URL consultato il 10 maggio 2020. (testo latino.)
- Seeck (a cura di), Notitia Urbis Constantinopolitanae, in Notitia dignitatum accedunt Notitia urbis Constantinopolitanae et laterculi prouinciarum, Berlin, Weidmann, 1876,  pp. 229-242, OL 6965622M. (testo latino.)

Chronicon Paschale
- (EN) Michael Whitby e Mary Whitby, Chronicon Paschale 284-628 AD, Translated Texts for Historians 7, Liverpool University Press, 1989, DOI:10.3828/978-0-85323-096-0, ISBN 978-0-85323-096-0. (traduzione inglese.)
- Dindorf (a cura di), Chronicon Paschale ad exemplar Vaticanum, Corpus scriptorum historiae Byzantinae XI, Bonn, E. Weber, 1832. (testo greco, traduzione latina.)

### Fonti secondarie
- (FR) Raymond Janin, Constantinople Byzantine, Parigi, Institut Français d'Etudes Byzantines, 1950.

- (EN) Marlia Mundell Mango, The Commercial Map of Constantinople, in Dumbarton Oaks Papers, vol. 54, 2000,  pp. 189-207, DOI:10.2307/1291839, JSTOR 1291839.

- (EN) John Matthews, The Notitia Urbis Constantinopolitanae, in Grig e Kelly (a cura di), Two Romes: Rome and Constantinople in late Antiquity, Oxford University Press, 2012,  pp. 81-115, ISBN 978-0-19-973940-0, OCLC 796196995.

- (EN) A. H. M. Jones, J. R. Martindale e J. Morris, The Prosopography of the Later Roman Empire. Volume 1, A.D. 260-395, Cambridge University Press, 1971, ISBN 978-1-107-11920-8, OCLC 59164561.